# Empis palestinaca
Empis palestinaca är en tvåvingeart som först beskrevs av Collin 1960.  Empis palestinaca ingår i släktet Empis och familjen dansflugor. Inga underarter finns listade i Catalogue of Life.